# Niphona lutea
Niphona lutea es una especie de escarabajo longicornio del género Niphona, tribu Pteropliini, subfamilia Lamiinae. Fue descrita científicamente por Pic en 1925.

## Descripción
Mide 12 milímetros de longitud.

## Distribución
Se distribuye por China y Vietnam.